# Sometimes (Donkeyboy)
Sometimes è il secondo singolo del gruppo musicale pop rock norvegese Donkeyboy, pubblicato l'11 settembre 2009 dall'etichetta discografica Warner.
Si tratta del secondo successo del gruppo subito dopo Ambitions, il singolo di debutto che ha mantenuto la prima posizione della classifica norvegese dei singoli per diversi mesi. Anche Sometimes ha raggiunto la medesima posizione, scalzando in quell'occasione proprio il precedente Ambitions, rimasto comunque al secondo posto e facendo stabilire al gruppo il record di primo gruppo con due brani ai primi posti della classifica norvegese nella medesima settimana.
Il brano è stato inserito nel disco di debutto del complesso, Caught in a Life, pubblicato poco dopo questo singolo.

## Tracce
1. Sometimes – 3:12

## Classifiche
| Paese    | Posizione massima |
| -------- | ----------------- |
| Norvegia | 1                 |